# 陶世模
陶世模（?—?），又作陶模，京兆人，隋朝官员。
陶模聪明机敏，有才干。仁寿初年，担任岚州司马。杨谅之乱，岚州刺史乔钟葵发兵将准备帮助杨谅，陶模阻止他：“汉王图谋不轨，乔公受国家厚恩，做到地方大官，应该竭诚效命以报答君父，岂有能大行皇帝棺木没有盖，就制造叛乱！”乔钟葵大惊失色：“司马反了吗？”用兵器威胁他，陶模语气不屈，乔钟葵认为他有义而释放了他。军吏进言：“如果不斩陶模，用什么压服众心？”于是囚在狱中，掠夺他的财产，分赐党羽。杨谅被平定，隋炀帝嘉赏他，拜为开府，授为大兴县令。杨玄感造反，陶模率兵跟随卫玄攻打杨玄感，以军功进位银青光禄大夫，死在官任上。

## 延伸阅读
[在维基数据编辑]
 《隋書·卷71》，出自魏徵《隋书》